# 72042 Dequeiroz
72042 Dequeiroz este un asteroid din centura principală de asteroizi.

## Descriere
72042 Dequeiroz este un asteroid din centura principală de asteroizi. A fost descoperit pe 17 decembrie 2000 la Gnosca de Stefano Sposetti. Asteroidul prezintă o orbită caracterizată de o semiaxă mare de 2,38 ua, o excentricitate de 0,14 și o înclinație de 1,2° în raport cu ecliptica.